# Maria Helena Chartuni
Maria Helena Chartuni (São Paulo, 7 de diciembre de 1942) es una escultora, pintora, restauradora, diseñadora e ilustradora brasileña. Participó de diversas exposiciones en Brasil y en el exterior; e, integró la VII edición de la Bienal Internacional de São Paulo. Fue responsable de la restauración de la imagen en terracota de Nuestra Señora de la Concepción Aparecida, fragmentada en casi doscientos pedazos en un atentado ocurrido en 1978. Su producción artística se caracterizada por la síntesis entre el pop art y la figuración libre.

## Biografía
En São Paulo, estudió pintura con Luigi Zanotto. También se interesó por el arte tridimensional, realizando estudios en el campo de los objetos, utilizando luces, artefactos metálicos y madera. En 1963 expuso en la VII Bienal Internacional de São Paulo. En 1964, realizó su primera exposición individual, en la Galería Selearte. En 1965, integró la VIII Bienal de Arte de Tokio.
En 1967, integró la muestra Nova Objetividade Brasileira, en el Museo de Arte Moderno de Rio de Janeiro. En ese mismo año, conquistó el premio de viaje al 1er Concurso de Estampas, partiendo para Europa. Retornaría a ese continente años más tarde para realizar un curso de restauración de pinturas, en el Victoria and Albert Museum, en Londres. En 1969, participó de la primera edición de la muestra Panorama da Arte Brasileira, realizada por el Museo de Arte Moderno de São Paulo. En 1973, integró la exposición Imagem do Brasil, organizada por Pietro Maria Bardi en Bruselas, Bélgica.
En Brasil, encabezó, entre 1965 a 1988, el Departamento de Restauro del Museo de Arte de São Paulo (MASP). En esa función, fue responsable de la restauración de la imagen em terracota de Nuestra Señora Aparecida, retirada de las aguas del rio Paraíba. Tal imagen fue fragmentada en 175 pedazos, en un atentado ocurrido en la Basílica de Aparecida, en 1978. Maria Helena Chartuni dijo sentirse privilegiada por haber sido escogida para esa función reparadora; y, afirmó que el trabajo de reconstrucción de la imagen la ayudó a reconstituir su espiritualidad. Desde entonces, Chartuni realiza periodicamente la limpieza de la imagen.
En 1978, integró la I Bienal Latino-Americana, en São Paulo. Y, en 1979, creó el trofeo Trabalho e Lazer para el Ier Festival de Cinema Brasileiro do CineSesc y participó de la muestra Cinco Séculos de Arte Brasileira, en el MASP. En 1981, tras la segunda visita del Papa Juan Pablo II al Brasil, realizó el monumento en su homenaje, en la ciudad de Curitiba. Durante la década de 1980, ilustró todos los números de la revista Mirante das Artes e integró diversas exposiciones en Brasil y en el exterior: en 1982, en el Museo de Arte Mie-Ken (Japón); en 1986, en la muestra Brasilianishe Kunstler, en Ludwigshafen (Alemania), y en 1988, en la muestra La Memoria dell'Immage, en el Palazzo Forti de Verona.
En 1993, ejecutó la escultura de Nuestra Señora de la Concepción para el espectáculo Bandeira da Divina Graça, de Romero Andrade Lima. Fue responsable también por la restauración del acervo del periódico O Estado de S. Paulo y dos paneles de Samson Flexor que decoran la Igresia de Nuestra Señora del Perpetuo Socorro, en el Jardim Paulistano, São Paulo.
Su obra, bastante diversificada y compuesta por las más variadas técnicas y soportes, evoca características da pop art, de la nueva figuración y del expresionismo, dirigidas de forma crítica a ciertos aspectos de la contemporaneidad. Pietro Maria Bardi elogia su capacidad de traducir lo cotidiano de forma poética, resaltando su "atención a los colores, formas, imágenes de una realidad siempre se renueva y se recompone, tendiendo a ser la armonía entre el representado y el observador."